# Rokus de Groot
Rokus de Groot (Aalst, 27 juli 1947) is een Nederlandse musicoloog en componist, die tot zijn pensionering in 2013 werkzaam was als hoogleraar muziekwetenschap aan de Universiteit van Amsterdam. Hij laat in een aantal van zijn composities verschillende muziektradities samen komen. Daarbij beoogt hij, dat binnen het muziekstuk iedere afzonderlijke traditie zowel het eigene behoudt, als anders en veranderd klinkt door de wisselwerking tussen de tradities onderling. Voor het gelijktijdig en herkenbaar laten samengaan in een en dezelfde compositie van muzikale elementen uit verschillende culturen gebruikt hij de term interculturele polyfonie.

## Biografie
Een broer van De Groot was componist Jan Rokus van Roosendael (1960-2005), die om naamsverwarring te voorkomen als componist de naam van zijn grootmoeder gebruikte.
De Groot begon zijn muzikale loopbaan op het terrein van de kerkmuziek. Zijn eerste orgellessen kreeg hij van Cor Visser (Dordrecht) en later van de protestantse kerkmusicus Willem Vogel (Amstelveen). In 1969 behaalde hij zijn diploma cantor-organist. Zijn belangstelling voor liturgische muziek heeft hij sindsdien behouden. Tijdens zijn studie muziekwetenschap ontstond een diepgaande interesse in Oosterse en vroeg-westerse muziek. Door Ernst Heins werd hij ingewijd in de gamelanmuziek van het hof van Midden-Java. Zijn vroegste composities maakte hij in de jaren ‘60 van de twintigste eeuw.
Hij studeerde muziekwetenschap aan de Universiteit van Amsterdam bij Frank Harrison en Ton de Leeuw en behaalde in 1974 zijn doctoraalbul (cum laude). In 1991 promoveerde hij aan de Universiteit Utrecht bij Paul Op de Coul en Jos Kunst met een dissertatie over het werk en het denken van Ton de Leeuw.
Van 1994 tot 2000 was hij bijzonder hoogleraar aan de Universiteit Utrecht (leeropdracht: Muziek in de Nederlanden vanaf 1600), vanaf 2000 is hij gewoon hoogleraar muziekwetenschap aan de Universiteit van Amsterdam. Hij was gasthoogleraar aan de Amerikaanse Universiteit van Cairo (2009) en aan de Nationale Autonome Universiteit van Mexico in Mexico City (1992; 2003).
Rokus de Groot geeft frequent lezingen en is vaak actief betrokken bij de organisatie van wetenschappelijke conferenties en congressen. Hij publiceert regelmatig, ook buiten zijn vakgebied. Hij was acht jaar lid van het bestuur van het Koninklijk Concertgebouworkest (KCO) in Amsterdam. Sinds 2011 is hij een van de ambassadeurs van het KCO.

## Werkzaamheden
De interesses van Rokus de Groot zijn vooral gelegen in de interactie tussen verschillende culturen. Zowel zijn compositorisch als zijn wetenschappelijk werk getuigt hiervan. Interculturele polyfonie en contrapunt zijn passende metaforen om zijn werk te karakteriseren. Hij onderzoekt de mogelijkheden Oosterse en Westerse praktijken samen te brengen en wederzijds op elkaar af te stemmen. Hij is daarbij geïnteresseerd in de eigenheid én de transformeerbaarheid van elk der afzonderlijke stemmen. Soms gebeurt dit contrapuntisch samengaan op een confronterende en contrasterende manier, en zet hij verschillende werelden en ideeën tegenover elkaar, dan weer treden de parallellen meer op de voorgrond.
In zijn studietijd deed hij musicologisch veldwerk in Schotland naar het zingen van Engelstalige en Gaelic nieuwsballaden; het onderzoek beschreef hij in zijn doctoraalscriptie.
In het begin van de 21e eeuw nam hij deel aan het debat over betekenisgeving aan en beleving van kerkmuziek van Johann Sebastian Bach voor zowel gelovigen als ongelovigen in een tijd waarin Bachs religieuze inzichten niet of nauwelijks meer bekend zijn, laat staan begrepen of gedeeld worden. Zijn zienswijze: de muziek kan de theologische inhoud vervangen, waardoor vaak een religieus luisteren tegen wil en dank ontstaat (Een kleine geschiedenis van Bach beluistering in ‘godvergeten tijden’; publicatie september 2003).
In de voetsporen van zijn docent Ton de Leeuw ontwikkelde hij een grote interesse voor de muzikale tradities van niet-westerse culturen. Hij deed musicologisch veldwerk in India naar de liederenerfenis van de mystica en dichteres Mirabai (ook wel Meera, circa 1500-1550) en hij verdiepte zich in de invloed die de Indiase wijsgeer – dichter Rabindranath Tagore (1861-1941) op Nederlandse schrijvers en componisten heeft gehad. De ontmoeting van de westerse muziekpraktijk met oosterse – Arabische, Indiase, Japanse, Indonesische - is in de ogen van Rokus de Groot vaak in onbalans. Westerse componisten hebben de neiging - oosterse - muziek als klankobjecten te benaderen: deze abstractie isoleert de muziek van zijn ethische, religieuze en sociale context en betekenis. Voor Oosterse musici is dit vaak onbegrijpelijk en onnavolgbaar (Muziek als Dialoog in Quadraatschrift, mei 2001).
Hij heeft uitvoerig het denken van de Palestijns – Amerikaanse literatuurwetenschapper en cultuurcriticus Edward Said (1935-2003) over polyfonie en contrapunt bestudeerd en becommentarieerd.
Binnen de westerse muziekpraktijk heeft de wisselwerking tussen opdrachtgever, componist, luisteraar en criticus zijn belangstelling en ziet hij het als een taak van de musicoloog de wederzijdse beïnvloeding te bestuderen en te intensiveren.

## Enkele publicaties
- Compositie en intentie van Ton de Leeuws muziek: van een evolutionair naar een cyclisch paradigma (1991; dissertatie)
- Beheersing en overgave in recente Nederlandse muziekdrama’s (1994; inaugurele rede Universiteit Utrecht).
- Ockeghem and new music in the twentieth century. In: Tijdschrift van de Koninklijke Vereniging voor Nederlandse Muziekgeschiedenis 47, 1/2 ,1997, p. 201-220.
- Verliefd op de Donkere: Leven en liederen van Mirabai (1998; Stichting India Muziek, Abcoude)
- ‘Oorspronkelijkheid’ in muziek (2000; inaugurele rede Universiteit van Amsterdam)
- De klank van het “Oosten”: Transformaties in de westerse klassieke muziek onder invloed van concepten over het oosten, klank en spiritualiteit. In Krisis, Tijdschrift voor Empirische Filosofie 3/4 (2002), p. 96-105.
- ‘Oriental identities in Western Music’. In: R. de Groot & A. van der Schoot (eds.) Redefining musical identities – Reorientations at the waning of Modernism Arnhem/Rotterdam: ArtEZ Press, 2007, p. 87-99
- ‘Edward Said and Polyphony’. In: A. Iskandar and H. Rustom (eds.) Edward Said: A Legacy of Emancipation and Representation, Berkeley: University of California Press, 2010, p. 204-228.
- ‘Rabindranath Tagore and Frederik van Eeden: Reception of a “Poet-King” in the Netherlands’. In: J. Bor e.a. (eds.), Hindustani Music: Thirteenth to Twentieth Centuries, Delhi: Manohar/Rotterdam: Codarts, 2010, p. 521-576.
- ‘Music, religion and power: Quwwali as empowering disempowerment’. In: M.B. ter Borg & J.W. van Henten (eds.), Powers: religion as a social and spiritual force (The future of the religious past); New York, NY: Fordham University Press, 2010, p. 243-264, 316-320.
- Stravinsky's "Musick to heare": A Study in Union and Singleness. In: Dutch Journal of Music Theory Vol. 16/1, Amsterdam: Amsterdam University Press, 2011, p. 27-38.
- Rumi and the Abyss of Longing. In: The Mawlana Rumi Review Vol. 2, ed. L. Lewisohn, Cyprus: Rumi Institute, Near East University, and Exeter: the Rumi Studies Group of the Institute for Arab and Islamic Studies, University of Exeter, 2011, p. 60-93.

## Composities
Een voorbeeld van een vroeg werk van de componist Rokus de Groot is Kontur (1982), een solowerk voor sopraan- of altsaxofoon. Naar het model van de oude Schotse doedelzaktraditie Ceor Mhor wordt een melodie gevarieerd, waarbij - volgens de curventechniek van Theo Loevendie – in de variaties niet de intervallen exact herhaald klinken, maar het thema terugkeert in melodische contouren van verschillende omvang.
In veel van zijn latere composities wil Rokus de Groot westerse en oosterse wijzen van musiceren daadwerkelijk samenbrengen. Polyfonie krijgt dan bij hem de betekenis, dat meerdere muzikale tradities tegelijkertijd en in onderlinge afstemming klinken, maar daarbij anders dan bij fusion- en cross-overcomposities wel hun eigenheid bewaren. Een van de oogmerken van de componist is, dat de musici spelenderwijs elkaars manier van musiceren ervaren en daarbij wederzijds van elkaar leren.
In 2006 had de première plaats van een muziektheaterproductie Layla en Majnun, waarvoor Rokus de Groot libretto en muziek schreef. Via zang en dans wil de voorstelling de luisteraars niet alleen een oude, onmogelijke liefdesgeschiedenis (zie Layla en Majnun) vertellen, maar ook de culturele en spirituele lagen van het van oorsprong Arabische, maar ook in Iran en Turkije vaak vertelde verhaal laten ervaren. In het werk is een verbinding gelegd met de Europese mystieke liefdeslyriek van Johannes van het Kruis (1542-1591). Westerse instrumenten (strijkers, fluit, hobo, mandoline) en oosterse (qanûn, ud) begeleiden afwisselend samen en apart de zang en de bewegingen. De choreografie van Truusje Graste laat een mozaïek van Arabische (buikdans) en westers- moderne (breakdance) dans- en bewegingskunst zien.
Een ander voorbeeld is de pianocompositie Mehfil (2004; in het Perzisch en Urdu betekent Mehfil aangenaam samenzijn): de Noord-Indiase raga Chandrakauns wordt naar (westers) pianospel getransformeerd. Eigenlijk is de piano met zijn vaste, onveranderlijke toonhoogtes een instrument dat zich niet goed leent voor de uitvoering van Indiase raga’s, waarvan een kenmerk juist is het nuanceren en variëren van toonhoogtes en timbres en vooral ook van bewegingen tussen tonen in. Door een combinatie van gelijktijdig hard en zacht aangeslagen tonen met een speciaal pedaalgebruik blijven tonen en boventonen klinken op een dusdanige manier, dat de illusie ontstaat dat er glissandi klinken, die zo karakteristiek voor de Indiase melodievorming zijn. De compositie maakt gebruik van een pentatonische toonladder (c – es – f – as - b) waarvan onder meer de intervallen kleine, grote en overmatige secunde, overmatige en reine kwart en overmatige kwint deel uitmaken.
Een derde voorbeeld is de open-vorm compositie Seyir (2001). De ud, de Turkse luit, klinkt samen met de dwarsfluit, fagot, trompet, percussie en strijkers. In de partituur staan aanwijzingen voor de spelers: nu eens improviseren ud en fluit in hun eigen muzikale traditie (binnen de in de compositie gegeven maqam of modus), dan weer staat aangegeven dat de spelers zelf in belangrijke mate via versieringen en variaties de muzikale invulling voor hun rekening dienen te nemen, soms ook staat de muziek helemaal voor hen uitgeschreven. Het gevolg is, dat bij elke uitvoering van het werk de muziek anders klinkt, omdat andere muzikale routes (seyir betekent route) tussen het begin en het eind van een passage door de spelers ten gehore worden gebracht.
Het laatste voorbeeld is Song of songs: the love of Mirabai, muziek rond poëzie van de Noord-Indiase prinses Mirabai, dichteres en mystica rond 1500, en het Bijbelse Hooglied zoals poëtisch verwoord door Marc Chagall. De muziek is gecomponeerd voor dansvoorstellingen waarin Zuid-Indiase rituele tempeldans Bharata natyam gecombineerd wordt met Westerse hedendaagse muziek.

## Enkele andere composities
- Die Ros’ ist ohn warumb; vierstemmig gemengd koor of vocaal ensemble of kwartet; 2011; op een tekst van Angelus Silesius (1624 – 1677), Benedicite; orgel; 2010
- Bee bade mast! – Drunk without wine; 12-stemmig vocaal ensemble of koor; 2009; teksten van Omar Khayyâm, Jalâl ad-Dîn Rûmî (Engelse vertaling: Edward FitzGerald)
- ShivaShakti I en II; althobo; 2008, 2009; gebaseerd op twee Indiase raga’s. Deze compositie kan ook goed met een tweede, improviserend instrument uitgevoerd worden. In februari 2012 is deze compositie uitgebracht op de CD (ShivaShakti, met Dhruba Ghosh, improvisatie en instant compositie; sarangi en met Ernest Rombout, althobo; label: Quintone)
- Majnun’s lament; 2007; voor altfluit op een taksim – improvisatie op een makam – van de Turkse ney-speler Aziz Senol Filiz (oorspronkelijk onderdeel van Layla en Majnun).
- Hide and Seek; mezzo-soprano, baritone, piano;2001; poëzie van Rabindranath Tagore.
- Winds of a far air; 1991; voor fluit en sopraansaxofoon, geïnspireerd op Gaelic poëzie van de Schotse twintigste-eeuwse dichter Sorley MacLean.
- Zes preludes en een fuga; orgel; 1962 – 1968; 2003

- Gemeinsame Normdatei: 1049176448
- International Standard Name Identifier: 0000 0003 8368 7700
- Library of Congress Control Number: n81048532
- NARCIS: PRS1237587
- Nationale Bibliotheek van Israël: 987007440437105171
- Nederlandse Thesaurus van Auteursnamen: 069022631
- Virtual International Authority File: 271306768
- WorldCat: E39PBJxrXMjXvVd4mKkgWQX68C